# Chlortoluron
Chlortoluron ist eine organisch-chemische Verbindung aus der Stoffgruppe der Phenylharnstoffe und wird als selektives Boden- und Blattherbizid bei Getreidekulturen eingesetzt. 

## Geschichte
Chlortoluron wurde 1969 von Ciba (heute BASF Schweiz AG) unter dem Handelsnamen Dicuran als selektives Boden- und Blattherbizid zur Bekämpfung von breitblättrigen Unkräutern und Ungräsern in Getreidekulturen eingeführt.

## Gewinnung und Darstellung
Für die kommerzielle Synthese von Chlortoluron geht man meist von Toluol (1) aus. Dieses wird zunächst mit Nitriersäure (Mischsäure aus Salpeter- und Schwefelsäure) zu einem Gemisch der Nitrotoluole umgesetzt, von denen das p-Nitrotoluol (2) isoliert wird. Eine anschließende Chlorierung in Gegenwart von Lewis-Säuren wie Eisen(III)-chlorid (FeCl3) liefert nach dem Mechanismus der elektrophilen aromatischen Substitution 2-Chlor-4-nitrotoluol (3). Dieses wird mit Wasserstoff in Gegenwart eines Katalysators zu 2-Chlor-4-aminotoluol (4) reduziert (katalytische Hydrierung). Dieses reagiert nun mit Phosgen unter Abspaltung von Chlorwasserstoff zu Chlormethylphenylisocyanat (5). Die darauf folgende Umsetzung mit Dimethylamin liefert schließlich Chlortoluron (6).
In Deutschland wird es beispielsweise von ADAMA Deutschland GmbH unter dem Handelsnamen Trinity als Gemisch mit den Wirkstoffen Pendimethalin und Diflufenican vermarktet.

## Verwendung
Chlortoluron wurde als Pflanzenschutzmittel (Harnstoffherbizid) unter anderem in Winterweizen und Wintergerste verwendet. Der Wirkmechanismus nach Aufnahme über die Wurzeln beruht auf der Hemmung der Photosynthese am Photosystem II.

## Vorkommen im Trinkwasser
Im Zeitraum 2001–2002 haben die niederländischen Wasserwerke mehrfach die Entnahme von Rheinwasser zur Trinkwassergewinnung aufgrund zu hoher Konzentrationen der Herbizide Isoproturon und Chlortoluron unterbrochen. 

## Zulassung
Vom 1. Juli 2001 bis 2008 war die Anwendung von Chlortoluron in Deutschland verboten. In den Niederlanden endete die Zulassung am 1. Mai 2000; seit dem 1. Mai 2002 gilt dort ein Anwendungsverbot. In Belgien, Frankreich und Luxemburg ist Chlortoluron zugelassen.
Aktuell sind in vielen Staaten der EU wie auch in Deutschland und Österreich sowie der Schweiz Chlortoluron-haltige Präparate zugelassen.

## Sicherheitshinweise
Bei Chlortoluron besteht der Verdacht auf eine krebserzeugende Wirkung.